# Fageol
En 1916, au moment de la création de l'entreprise Fageol à Oakland en Californie, le projet initial de construction de voitures a été abandonné au profit de la production de camions et d'autobus, avec des modèles à capot de 2,5 à 6 tonnes de charge utile, à moteur à essence Waukesha de 4 cylindres et équipés de pneus pleins. La firme fabrique également des véhicules agricoles.
En 1925, une nouvelle gamme de camions de 1,5 à 5 tonnes est introduite. Les véhicules s'améliorent avec l'arrivée des pneumatiques, du démarreur électrique et de l'éclairage.
En 1930, un tracteur capable de  tirer une charge de 10 tonnes est introduit et quelques modèles 6 x 4 pour gros travaux sont proposés.
En 1938, les ventes sont devenues insuffisantes et Fageol doit déposer son bilan. La firme est démantelée. Sterling Trucks reçoit le réseau de distribution, tandis que Theodore Alfred Peterman prend possession de l'usine, acquiert les droits de fabrication et introduit la marque Peterbilt.

## Référence
- Peter J. Davies (dir.), L'Encyclopédie mondiale des camions, Manise, 2003  (ISBN 2841982149).